# 阿爾巴赫河 (施瓦本雷扎特河支流)
49°6′17.6″N 10°59′15.2″E / 49.104889°N 10.987556°E
阿爾巴赫河（德語：Arbach），是德國的河流，位於該國東南部，由巴伐利亞負責管轄，屬於施瓦本雷扎特河的右支流，河道全長6.6公里，河口處在普萊恩費爾德附近。